# فرودگاه ترسینا
فرودگاه ترسینا (به انگلیسی: Teresina Airport) (به زبان بومی: Aeroporto de Teresina-Senador Petrônio Portella) یک فرودگاه همگانی مسافربری با کد یاتا THE است که یک باند فرود آسفالت دارد و طول باند آن ۲۲۰۰ متر است. این فرودگاه در شهر تیریسینا کشور برزیل قرار دارد و در ارتفاع ۶۷ متری از سطح دریا واقع شده‌است.

## شرکت‌های هواپیمایی و مقصدهای پروازی
| شرکت‌های هواپیمایی        | مقصدهای پروازی                                                 |
| ------------------------ | -------------------------------------------------------------- |
| آزول برزیلین ایرلاینز    | ویراکوپوس-کامپیناس، پینتو مارتینز، ریکایف، مارشال کونیا ماچادو |
| گول ایر ترنسپورت         | برازیلیا، پینتو مارتینز، سائو پائولو گوارولوس                  |
| تام ایرلاینز             | برازیلیا، پینتو مارتینز، سائو پائولو گوارولوس                  |
| پیکاتوبا ترنسپورتس آئروس | پارنائیبا-پرفایتو دکتر خوائو سیلوا، Picos، São Raimundo Nonato |